# 肥厚肉質軟珊瑚
肥厚肉質軟珊瑚（学名：Sarcophyton crassocaule）为軟珊瑚科肉質軟珊瑚屬下的一个种。